# Referendum costituzionale in Tagikistan del 1999
Il referendum costituzionale in Tagikistan del 1999 si svolse il 26 settembre 1999 per approvare 65 emendamenti alla Costituzione della Repubblica del Tagikistan, tra cui l'estensione della durata del mandato del presidente della repubblica da cinque a sette anni con il limite di un mandato, l'istituzione di un parlamento bicamerale, nonché il permesso di registrare partiti politici religiosi, garantendo la libertà di parola e di religione.
Secondo i dati ufficiali, l'affluenza alle urne fu del 92,53%, pari a 2.591.905 persone (su 2.800.947 elettori registrati). Al momento del referendum, la maggior parte dei rifugiati fuggiti dal paese durante la guerra civile aveva iniziato a tornare nel paese. Inoltre, secondo i dati ufficiali, il 75,31% dei cittadini del Tagikistan ha votato a favore degli emendamenti alla Costituzione della Repubblica, mentre il 24,69% degli elettori ha votato contro. 

## Contesto

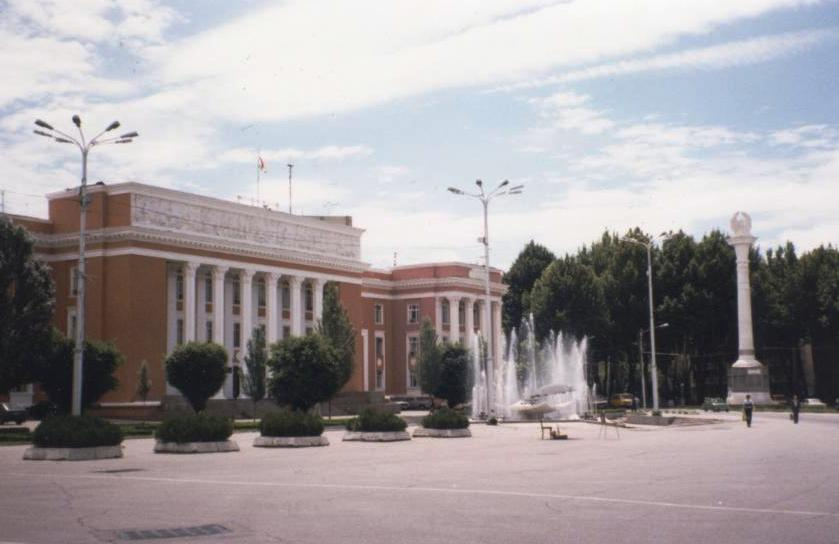
Palazzo del Parlamento del Tagikistan nel 1999

Il referendum era originariamente previsto per la prima metà del 1998, ma nel corso del 1998 la convocazione venne rinviata a tempo indeterminato per vari motivi. Dopo lunghi dibattiti tra il governo e l'opposizione, il 30 giugno 1999 il parlamento tagiko (all'epoca unicamerale) fissò finalmente la data del referendum al 26 settembre 1999. A quel tempo, la repubblica aveva una Costituzione adottata con un referendum popolare nel 1994, in piena guerra civile.
Il referendum si tenne  senza grandi incidenti, con i seggi elettorali aperti dalle 6:00 alle 20:00.

## Risultati
| Scelta                        | Votazione | %      |
| ----------------------------- | --------- | ------ |
| Sì                            | 1.860.804 | 75,31  |
| No                            | 609 787   | 24,69  |
| Schede bianche/nulle          | 121 314   | 0,01   |
| Totale votanti                | 2 591 905 | 100    |
| Elettori registrati/affluenza | 2.800.947 | 92,53% |

## Conseguenze
A seguito del referendum, l'Assemblea Suprema del Tagikistan divenne bicamerale, ovvero composta dalla Camera dei rappresentanti (camera bassa) e dal Consiglio nazionale (camera alta); inoltre, la durata del mandato del Presidente del Tagikistan dopo le elezioni presidenziali del 6 novembre 1999 venne estesa a sette anni con un solo mandato (anziché due mandati di 5 anni).
Vennero altresì consentite la registrazione delle organizzazioni religiose e la libertà di parola e di manifestazione.
La principale forza di opposizione del Paese, il Partito della Rinascita Islamica del Tagikistan venne legalizzato e riconosciuto, ottenendo così il diritto di partecipare alle successive elezioni parlamentari del 2000, dove ottenne il 7,33% dei voti e 2 seggi nel Parlamento. Il Partito Islamico venne poi sciolto e vietato nel 2015, accusato di essere un'organizzazione terroristica; un emendamento costituzionale del 2016 vietò la creazione di qualsiasi partito politico basato sulla religione.